# Kenneth Purpur
Kenneth Richard "Ken" Purpur, född 1 mars 1932 i Grand Forks i North Dakota, död 5 juni 2011 i Rapid City i South Dakota, var en amerikansk ishockeyspelare.
Purpur blev olympisk silvermedaljör i ishockey vid vinterspelen 1956 i Cortina d'Ampezzo.